# چاندرایان ۲

چاندرایان ۲ (سانسکریت: चन्द्रयान-२; سانسکریت: [t͡ɕən̪d̪ɾəja:na d̪ʋi]؛ به معنی «ماه‌افزار» ) دومین مأموریت کاوش ماه توسط هند پس از چاندرایان ۱ است که توسط سازمان پژوهش‌های فضایی هند طراحی و عملیاتی شده‌است. در این مأموریت یک ماهواره‌بر زمین‌آهنگ مارک ۳ به سمت ماه پرتاب می‌شود که حامل یک مدارگرد، سطح‌نشین، و ماه‌نورد است که همگی به‌طور بومی در هند طراحی و ساخته شده‌اند.
هدف اصلی این مأموریت بررسی مکان و فراوانی آب در سطح ماه است. در این مأموریت، سطح‌نشین و ماه‌نورد در سطح مرتفع میان دو دهانهٔ منزینوس و سیمپلیوس در طول جغرافیایی ۷۰ درجه جنوبی فرود می‌آیند. ماه‌نورد بر روس سطح کاوش و اقدام به انجام آزمایش‌های شیمیایی نموده و نتایج را به زمین مخابره می‌کند.
پرتاب چاندرایان-۲ در ابتدا برای ۱۴ ژوئیه ۲۰۱۹، ۲۱:۲۱ ساعت هماهنگ جهانی(۱۵ ژوئیه ۲۰۱۹، ساعت ۰۲:۵۱ زمان استاندارد هند)، برنامه‌ریزی شده بود که دقایقی قبل از پرتاب به دلایل فنی به زمانی دیگر موکول شد.

## اهداف
هدف اصلی چاندرایان فرود آمدن در نزدیکی سطح ماه و قرار دادن یک rover رباتی در آنجا بود.